# لوکا و آتش زندگی
لوکا و آتش زندگی به انگلیسی: Luka and the Fire of Life اثر سلمان رشدی داستانی است برای کودکان که در سال ۲۰۱۰ به کوشش جاناتان کیپ Jonathan Cape، رندم هاوس Random House منتشر شده. این داستان را رشدی در ادامه داستان هارون و دریای قصه‌ها برای میلان دومین پسر خود نگاشته است. او برای نگاشتن این کتاب از بازی‌های رایانه‌ای الهام گرفته‌است.

## چکیده داستان
لوکا و پدرش رشید خلیفه از ساکنان شهر کاهانی در سرزمین افسانه‌ای الفبای، پای پیاده از مدرسه لوکا به سمت خانه می‌رفتند که چشم لوکا به وضعیت رقّت‌آور حیوانات سیرک حلقه‌های بزرگ آتش افتاد و با صدای بلند گفت "شاید بهتر باشه که شما حیوانات دست از اطاعت بردارید و آن حلقه‌های آتش این چادر احمقانه را قورت بده" (رشدی ۶) سرزنش لوکا کارگر شد و حیوانات سیرک بقیه روز نافرمانی کردند، دست آخر هم چادرهای سیرک نصیب حلقه‌های آتش شد. در همان روز یک سگ و یک خرس از اعضای سیرک به خانه لوکا آمدند و چیزی نگذشت که شدند حیوانات وفادار خانگی او، "هیبت این دو در دفاع از لوکا سبب شد که دیگه هیچکس، هیچوقت حتی خیال دست انداختن و آزار او رو به سرش راه نده" (رشدی ۴). یک ماه بعد رشید خلیفه بخواب رفت و دیگه بیدار نشد. چند روز بعد از آن کرکس نامه‌ای از طرف کاپیتان سن به لوکا داد که آشکار میکرد رشید خلیفه را سن مبتلا کرده و این سبب شد لوکا فکر کند پدرش بیدار شده و با عجله به همراه خرس و سگ بیرون دوید و این‌گونه بود که وارد دنیای جادو شد.

## شخصیت‌ها
لوکا خلیفه: شخصیت مرکزی داستان، پسر دوازده ساله چپ دستی است که می‌خواهد پدر در حال مرگ خود را نجات دهد و در طول دستان از خود شجاعت نشان می‌دهد.
خرس: سگ لب‌رادور شکلاتی آوازخوان و نجیب است. او که با یک بلای چینی تبدیل به سگ شده محافظ باوفای لوکا است و سرانجام جاودانگی خود را فدای نابودی نوبوددی می‌کند.
سگ: خرس رقاص معمولی است که عاشق لوکا می‌باشد. او می‌گوید که "به وسیله یک بلا خرس شده تا سبب رضایت لوکا شود" ولی این واقعیت ندارد.